# Atractodes ashmeadi
Atractodes ashmeadi är en stekelart som beskrevs av Joseph Augustine Cushman 1922. Atractodes ashmeadi ingår i släktet Atractodes och familjen brokparasitsteklar. Inga underarter finns listade.